# Rebecca Ynares
Rebecca "Nini" Alcantara Ynares (nascida em 26 de setembro de 1949) é uma política filipina da província de Rizal, nas Filipinas. Ela foi eleita governadora da província pela primeira vez em 2001 e foi reeleita em 2013 após um mandato do seu esposo Casimiro Ynares Jr. e dois mandatos do seu filho Casimiro Ynares III. Ela ganhou um segundo mandato consecutivo em 2016 e um terceiro mandato consecutivo em 2019.